# آدا كلير
آدا كلير (بالإنجليزية: Ada Clare)‏ هي كاتِبة وصحفية وممثلة أمريكية، ولدت في 1 يوليو 1834 في تشارلستون في الولايات المتحدة، وتوفيت في 4 مارس 1874 في نيويورك في الولايات المتحدة بسبب هجمات الحيوانات.